# 世界観
世界観（せかいかん、独: Weltanschauung、英: worldview）とは、世界を一体的に意味づける見方。一般に、人生観より広い範囲を包含し、単なる知的な理解にとどまらず、より情意的な評価を含むものであり、情意的な面、主体的な契機が重要視される。
現代の日本では、漫画、アニメ、テレビゲームなどフィクション作品の舞台となる世界の設定という意味で使用されることが多いが、人によってはフィクション作品の世界そのもの、あるいは作風や雰囲気といった意味で使う場合もある。

## 概説
世界観とは、世界の意味を問うもので、たとえば「この世界は私にとってどんな意味があるのか」「この世界で私はどのような役割を果たしてゆくことが期待されているのか」「世界の中で人間はいかなる役割を果たせば意味があるのか」などの問いに答えようとするものである。したがって、世界観とは、世界に対する態度およびその表明であるとみなすこともでき、人生観や実際の生き方と結びついている。さらに「世界観」を背景にして、「理想」や「善」などの意志的側面、行動原則など実践の指針が与えられる。
世界観は哲学に限らず、神話、宗教、文学、美術などの領域でも見出される。たとえば伝承、年中行事、祭礼、口承文学、絵画などにもあらわれる。具体的な例を挙げると、たとえばアイヌ民族に特有の世界観はユーカラやウエペケレなどの口承文芸にもあらわれているのである。世界観は歴史的に形成されてきたものであり、また、個人個人の人生においても転換の契機を有している。社会においても統合や対立、選択や分裂などの多様な諸相を含んでおり、世界観そのものも歴史をもつものである。
なお、「世界観」の語の最初の用例は、近代哲学においてドイツ観念論の大成者とされるイマヌエル・カントが『判断力批判』（1790年）の中で使用した用語 " Weltanschauung"（ドイツ語）の訳語（英: worldview, 仏: Weltanschauung、露: Мировоззрение）であった。したがって以下、近代哲学における世界観を念頭におきつつ解説する。なおドイツ語のWeltanschauung（世界観）という言葉が学問的な用語として頻用されるようになったのは20世紀初めのことである。
オイケンの説明では、世界は科学的な把握を超えたものであるので、科学によって世界観を構成する（作りあげる）ことは不可能である。情意的な面が不可欠なのである。ヤスパースは次のように説明した。「我々が世界観と言う時、それは主体的には体験と力と信条として、客体的には対象的に形成された世界として、さまざまな力や理念、いずれにしても人間の究極かつ全体的なものを意味をする。」

### 分類
（情意的な面が重要なわけなので）楽天主義・厭世主義・宿命論・宗教的世界観・道徳的世界観といった立場（分類）を挙げることができる。
「ギリシア的」 / 「キリスト教的」と分類する研究者もいる。「アポロ的」 / 「ディオニュソス的」と分類する研究者もいる。
歴史（歴史学）を鍵に、「古代的」「中世的」「近代的」と分類する人もいる。（20世紀では）「ブルジョア的」/「プロレタリア的」と分類されることも多かった。また、形而上学を基準にして「観念論的」「唯物論的」「一元的」「二元的」「多元的」などと分類されることもある。民俗学を用いて、各民族の文化ごとに分類する、ということも行われている。つまり、どのような学問を論点・基準などとして持ち出すか、ということで様々な分類のしかたがあるわけである。

### その他の用法
日本のポストモダンの文芸評論においては、ライトノベルなどのフィクションの中での世界の設定の類などを指すために「世界観」という言葉が（従来の哲学的・学問的な用法とは少し異なったニュアンスで）しばしば用いられるようになっている。これについては「文芸評論のなかでの世界観」として最後に述べる。

## 哲学と世界観

### 世界観学
Weltanschauungslehre（世界観学）が先駆的に現れたものとしては、（一応は）ライプニッツのモナドロジーが挙げられる。ただし、概説ですでに述べたように、ドイツ語のWeltanschauung（世界観）という言葉が学問的な用語として頻用されるようになったのは20世紀初めのことである
ディルタイは「世界観の究極の根源は生（生きること、人生、生命）である」とした。そして、「世界観がさまざまであるのは生が歴史的・相対的にあらわれていることによるのだ」として、ひとつの共通の生に根差していても互いに矛盾する世界観が複数並存することは可能であり、生の立場にまで遡ることによって歴史上の様々な世界観の内的構造や類型を理解する、という役割が哲学にはある、とした。
通常、「世界観学」と言うと、このディルタイの言った意味で用いられる。
ゴンペルツは、形而上学と認識論を総合する学問的体系を想定しそれを「世界観学」と呼んだ。

## 哲学的世界観の定義
世界観は次のような問いに答えようとする。
- この世界の意味は何か？
- 世界はどのように始まり、どこへ行くのか？
- 人間に定め・運命はあるのか？　人間に自由はあるのか？
- 世界の本性や本質とは何で、それはどんな意味があるのか？
- 自然とは？超自然とは？
- 世間とは何か？
- 自分とは何なのか？
- 死後どうなるか？
- 人は世界から恵みをいただいているのか？ それとも「労働」しているのか？
- 人と人はどうして争う？戦争とは何か？
- 善とは何か？

世界観は、その現実をみることから導きだされる認識論を含む。世界観の批判はもう一つの世界観によって行われる。したがって近代以降、哲学的な物事の理解には必然的に世界観が伴うとされ、現代においても哲学論争が主に世界観の対立という形でおこなわれている。

## 哲学的世界観の成立過程
世界観は人間と絶対的他者である自然、社会を媒介するものである。また、自然、社会に対するあらゆる価値判断は大なり小なり特定の世界観を背景にしている。以下このような世界観が哲学的に成立していく過程を記述する。

「個人を世界に投げ出されたアトム的存在とみるならば、世界は個人にとって絶対的他者である。個人とおなじくアトム的存在である別の個人との関係性でさえ、世界と同じ絶対の他者的関係性をもつ。この意味でわれわれは常に他者との関係性という限りにおいて世界を評価することになる。世界が絶対的他者であるならば、われわれにとって世界との完全な同一化は不可能である。これは世界の理解に一定の限界を認めることであり、不可知論を伴う。世界観とはこのような不可知論的立場で最終的には解決されえない個人と世界との自他性を解決するために措定された、人間の意識レベルにおいての世界の何らかの投影像である。世界観がしばしば擬人化を含んでいることもこのためである。」

世界観は個人にとって他者である世界の属性を持っているが、客観的存在としての世界とは異質であり、その意味において個人内に存在している。絶対的他者である世界の側から見れば、個人に従属している観念である。客観的存在である世界は普遍的に存在すると考えられるのに、世界観をめぐって論争や対立がおこるのはこのためである。

### 近代哲学における世界観の成立
次に近代哲学史における歴史的な経緯について述べる。
18世紀に全盛を迎えた啓蒙主義は理性によって、万人が公平に認める世界の根本的な原理を考えることが可能であるとした。この考え方は、なにか絶対的な真理（たとえば宗教）によりかからずにわれわれ自身が自立して思考することができるということを保証した。啓蒙主義は自然科学的な成果に基づいたものであり、社会科学や哲学の分野でもこのような根本原理を理性によって明らかにすることは有意義であるとされた。このような理性万能主義の立場にたてば、理性そのものは普遍で不変であり万人に共通であるから誤りようがなく、われわれが何かについて異なる見解を持っているとすれば、それは認識の違いによるものであるという結論にゆきつく。啓蒙主義の主流がイギリス経験論であり、根本的に認識論の立場が重要視されたのも以上の理由による。
しかし、イギリス経験論はこの認識論を深めていった結果、観察者である個人が絶対的他者である世界をありのままに認識することが不可能であるということを認めざるを得なくなった。無限的存在である世界に対して個人はつねに有限的であるから、理性がたとえ無限の可能性を持っていたとしても、個人が有限である以上理性はある段階で時間的空間的に世界とは切り離されてしまうのである。常識的に言えば、われわれは江戸時代に生きることはできないし、いま日本にいるわれわれが同時にアメリカに存在することはできない。この限りにおいて個人と世界の間には永遠なる断絶が存在するのである。
啓蒙主義以前であればこのような問題は世界に対して絶対的な真理を主張する宗教によりかかることによって解決可能であったかもしれない。だが啓蒙主義はすでに宗教を科学の世界から追放してしまったのである。近代哲学がこの宗教に代わる代弁者としてもってきたのが世界観であったといえる。このような世界観は近代哲学に理性以上にラディカルな姿勢をもちこむ一方、世界観の対立という厄介な問題をもたらした。近代哲学は問題の所在を世界観に大きく依存してしまったために、世界観の対立がしばしば哲学の本質問題とされている。この意味で啓蒙主義における理性のような普遍的な価値を、近代以降の哲学は失ってしまったと考えられる。

## 哲学的世界観の諸相
ここでは代表的な世界観を適宜分類しながら概観し、その特質を明らかにする。

### 原理の性格による分類

#### 唯物論
唯物論とは世界の根本的な原理は何らかの物質的性格を持つとする考え方。
弁証法的唯物論それまでの唯物論が機械論的であったのとは対照的に弁証法的、そしてヘーゲルらの弁証法が観念論的であったのに対して唯物論的であるのがその特徴。1840年代にマルクスとエンゲルスが提唱、レーニンらが発展。物質的存在を世界の根本原理とし、その優位性を説く考え方。
機械論的唯物論形而上学的思考方法をとる非弁証法的な唯物論。弁証法的唯物論に相対する。ラ・メトリーの『人間機械論』が有名。ドルバックなどもこれに含まれる。

#### 観念論（唯心論）
世界の根本的な原理は何らかの精神的性格を持つとする考え方。
唯心論はしばしば観念論と同義とされるが、観念論は狭義においては独我論をさすこともある。
狭義の観念論(⇔実念論）外界を一切否定し、純粋な観念そのものを根本原理とする考え方。独我論。バークリー、シュテルナーなどがこの立場に分類される。
素朴実在論外界は意識から独立に存在しており、なおかつ感覚知覚を通して意識的に知覚される現象は即ち外界であり、それは実在（現実）の忠実な模写、反映であると見做す立場。
現象論 (phenomenalism)物自体の認識を断念し、感覚知覚を通して体験された現象のみで満足するか、あるいは現象の背後（にあるであろう）物自体の存在を否定し、意識に与えられた事象（即ちここでは現象）のみに実在と認める立場。無論一元的。唯現象論。
先験論 (transcendentalism)カントや、新カント派の批判主義哲学をこう呼ぶ。あらゆる感覚に先立つ根本原理を精神の側に存在すると主張する立場。また超感覚的認識を主張するエマーソンやヘーゲルもこれに含まれる。超越論。先験主義。

#### ダイナミズム的一元論
モナド論 (monadology)物質原理と精神原理を統合した一つの原理としてモナドを主張する。ライプニッツが主張した。
原子論 (atomism)哲学的原子論は何らかのアトム的粒子を想定し、その離合集散によってあらゆる世界的事象が表現されるとした。デモクリトスなどが有名。
その他のダイナミズム (dynamism)そのほかにも、世界の根本原理は可能力やある種の運動法則にあるとし、これが物質、運動、存在など全てを統括する唯一の原理であるという考え方は古来珍しいものではない。アリストテレスがとくに有名。

### 様態と構造による分類
有機体論的世界観 （目的論的世界観とも）世界全体を生き物とみる世界観でアリストテレス以来の伝統をもつ。古来、中国やインドなどでも支配的な世界観であり、一般的に農耕社会において有力な世界観である。
機械論的世界観世界を等質な部品の組み合わせとみる世界観でルネ・デカルトにより定式化されて世界各地に波及した。

### 方法論による分類
以上の原理の性格的側面による分類以外に、原理の研究態度による分類が可能である。
経験論（帰納法）世界の根本原理は事象の分析的な研究によって経験的に把握することが出来るという考え方。おもに実験主義、科学主義の立場を取る。ベーコン、ロック、バークリーなどのイギリス経験論が代表的。
合理論（演繹法）単純明快な基礎原理を設定し、そこから理論構築的に根本原理を把握することが出来るという考え方。数学的な理論主義、道徳主義な立場をとる。デカルト、ライプニッツ、ウォルフが有名。

## 東洋思想における世界観
唯一神教に宗教・思想的に統一されていた西洋社会の世界観とは異なり、東洋思想においては一定の歴史的段階を持って変質していく世界観が提示されていることが多く、そのため原理自体が歴史的に流動的であるとされ、原理的に世界像を描き出すことはそれほど主要な哲学的問題とはされず、しばしば実用面が重視された。とはいえ東洋思想も独自の世界観をもっているため、それを記述する。
古代中国哲学における世界観中国においては戦国時代に諸子百家と呼ばれる多様な思想家を輩出し、さまざまな考え方を主張した。中国思想における論理学派として有名な名家は名辞の真理性を主張した。彼らによれば「白い馬」とは「白」と「馬」であり、「白」という観念と「馬」という観念こそ真理であるとする観念論を唱えた（白馬非馬）。このような名家の主張に対して、法家では実際的で物質的な「実」と「名」を一致させることが真理であると主張し、儒家は教化主義的立場から「実」に真理を求めた。また陰陽家は「陰」と「陽」の調和と対立による世界観を主張した。漢の時代皇帝支配が徹底され儒学が国教的な位置をしめるようになると儒教の実際主義がますます支配的となった。天変地異は実際の皇帝の施策と影響しあうということが信じられ、自然現象がしばしば政治的に論議された。しかし同時に儒教のこのような実際主義は陰陽思想や法家的立場を実際面から尊重するものでもあり、名家のような名辞主義は早くに没落したが、儒教の知識人主義的な書誌尊重の風潮とともにこれらの思想も維持されたり儒教への吸収がされたりした。これは儒教思想が基本的には多神教の立場を取っていたことにもよる。また儒教はその復古主義的性格からだいたいにおいて歴史主義的な世界観を持っていた。
理気二元論北宋・南宋代中国に流行した二元論的世界観。実際には理のほうに優位性を認めており、厳密な二元論ではない。そのため中国では一般的に理学（宋明理学）と呼びならわされている。南宋の朱熹（朱子）が有名。仏教や道教の影響のもとに陰陽二元論から発達するかたちで成立した。陰陽二元論においては理（実在）はその気の陰陽の影響に基づくものであるから、基本的に気で哲学的問題は完結していた。しかし理気二元論は世界の絶対法則である理（実在）の筋道である道が気の陰陽を規定するという立場を主張した。しかしこの道とは理そのものに発しているものであるから、気を現象的に捉えるならば、理に本質を設定することになる。朱熹はこの立場を徹底し、理を物質的実在そのものよりも上位の一種の法則的存在として設定したため、理は実在そのものよりもむしろ観念的存在となり、観念論的傾向が強められた。
理気一元論明代中国の王陽明が中心となって提唱した一元論的世界観。理を尊重する立場は朱子学と変わらないが、「心」そのものが理とする唯心的な主張（「心即理」）を展開し、朱子学が知識優位で原理主義的であるのを批判して実践主義を唱えた。「知行合一」、つまり行動と知識の一体性を主張した。中国では前述の理学に対して心学と呼ばれるが、のちに独我論的立場を強め急進化し、政治的に弾圧された。

## イスラームにおける世界観
イスラーム哲学における世界観イスラーム哲学においてはクルアーン（コーラン）に「真理は神の下し賜うところ」と明記されているため、それ自体を疑うものはまず存在しなかった。しかしギリシャ的な自由意志の問題がイスラームにはいってくると、アッラーフ（アッラー）の真理表現をめぐって論争がおこなわれた。自由意志を保証する理性がアッラーフの本質であるとし、これを尊重するムアタズィラ派がアッバース朝時代最盛期を迎えるが、悟性による素朴な実感にアッラーフの真理を見出すガザーリーが出現するに及んで、哲学的な世界観論争には一応の決着をみた。彼以後のイスラーム哲学は神秘主義的傾向を強めていく。
イスラーム教における世界観一神教のなかでも特に徹底しており、後述する神学的世界観に記した世界観が支配的である。なお、イスラームに特有の世界観としてキリスト教徒やユダヤ教徒を「啓典の民」とする考えがある。これは、イスラームが年代的に新しい「若い宗教」であることに起因する。そこではムハンマドは最後にして最大の預言者として位置づけられ、『旧約聖書』『新約聖書』は他の預言者（モーセやイエスなど）が神からの啓示を得て記された「啓典」とみるのである。

## 神学的世界観
一神教（monotheism）イスラム教やユダヤ教のように、一つの神を認めてこれを信仰する宗教。一般によくある見解は、これを唯一の「神的存在」のみを認めるものとするものである。これは明らかな誤解である。その証拠に旧約聖書に於ける創造の神エロヒムは複数形であるし、イスラム教においても天使は信仰の対象となっている。一神教とは唯一の神（故に上では「一つの神」という表現を用いた）しか認めない宗教ではなく、飽くまで神の表象において一という概念が最も重要な意味を持つ（あるいは極めて密接に結びついている）場合を指す。
多神教（polytheism）一神教とは違い複数の神々を同時に崇拝する宗教をさす。原始的諸宗教や古代の宗教の多くはこれに属する。自然現象を人格化したものや、人間生活の様々な局面を投影した独自の性格と形姿をもつ神々に対する信仰。
汎神論（pantheism）神と世界を同一視する立場。一神教と多神教が物質原理と精神原理の二元的であるのに対して、これは極めて一元的である。いずれにせよ多神教よりもさらに多くの神を認める立場として理解してはならない。古代においては『ウパニシャッド』やソクラテス以前のギリシャ思想、近代に入るとスピノザ、ゲーテ、シェリングなどの思考にはこの立場が見られる。
汎心論（panpsychism）全ての存在に心を認める立場。物質原理と精神的実体を統合したライプニッツのモナド論なども必然的にこれに含まれる。ホワイトヘッドの世界神化説もその一つの例として認めることが出来る。物活論。

## その他の対立する世界観
- 運命論 (fatalism) ⇔決定論 (determinism)
- 懐疑論 (skepticism) ⇔不可知論 (agnosticism)

## 文芸評論のなかでの世界観
民族学などで用いられる本来の「世界観」とは異なる用法として、日本の出版業界において漫画やライトノベルを対象とする、ポストモダンの文芸評論における用語としての「世界観」がある。本来の意味から転じて、「フィクションにおける世界設定」の意味で用いられる。大塚英志や東浩紀らはとくにライトノベルを「キャラクター小説」と呼び、「世界観」を含むメタフィクション的な要素に比重をおくものとして捉え、既存の文学とは一線を画すものと規定している(但し、言葉の正しい用法からすれば完全に誤用である。「世界観」はあくまでも「存在する世界を人間がどう見るか」であり、「主は世界、従は人間」なのだから、「作者の世界観」「作品の世界観」と言う言葉は本来成立しない)。
この場合の世界観とは、フィクションの世界の登場人物が、その物語の中の世界をどのように観て、受け止めているかという設定のことである。現実世界に直接的な影響を及ぼそうというものではないため、哲学的には世界観という範疇には収められない。哲学的な世界観とは、哲学的世界観の諸相に述べた哲学的根本衝動を持つ者が現実を把握しようと努めるときに得るものであり、世界に対して規定的に働きかけるものだからである。しかしながら、大塚英志によれば、現実世界とイコールではないにしても作品世界は現実世界の一面を表象していると考えられ、作品世界を通して間接的に現実世界を評価することは有意義であるという。読者は物語世界に根差した価値観を持つ登場人物の視点を通じ、物語の世界を観ることになるのである。
この「世界観」には以下のような特徴的な性格をあげることが出来る。
- 登場人物の設定、動作にある種の法則性を規定する。
- 作品内の用語（仮想言語も含む）やその用法を規定する。
- 作品内における舞台背景や時代背景、歴史にある種の法則性を規定する。
- ストーリー性に法則性を規定する（具体例としては水戸黄門では黄門様が事件解決に必ず印籠を使うことなど）。
- 上記以外の作品の世界設定全般を規定する。

この意味における世界観は作品単体の世界設定にとどまらず、続編作品や派生作品などの二次作品の世界設定に継承され、またそれを保証するものである。同時に作者が設定した世界設定をこえて、その作品の読者や派生した作品すべてと世界設定を共有することができ、このような世界観を通して作品に関わるあらゆる人がその構築、発展に参加していくことができるという考えを大塚は示している。
大塚によれば、以前は単に「設定」と呼ばれていたものを「世界観」と言い換えるような言い回しを耳にするようになったのは1980年代半ば頃で、アニメ業界から漫画業界に持ち込まれる一方、こうした設定を出版物として扱うテーブルトークRPGが日本に持ち込まれる過程で広まったのではないかと述べている。
現在（2020年代）は時期的にすでにポストモダン以降であるが、「世界観」という言葉は引き続き上記のような意味で用いられている。